# Toon Disney
Toon Disney — американский кабельный телеканал, принадлежащий The Walt Disney Company, является спин-оффом телеканала Disney Channel, ориентированный на детские мультфильмы и некоторые программы c участием живых актёров. Его направление было похожим на Nicktoons и Cartoon Network. Целевая аудитория канала состояла из детей от 2 до 12 лет и подростков от 6 до 12 лет во время просмотра ночного блока Jetix.

## История
Совпадая с 15-й годовщиной канала Disney Channel, Toon Disney был запущен 18 апреля 1998 года как спин-офф Disney Channel. Первоначально, сетка вещания телеканала состояла из более старых мультфильмов Disney, включая мультфильмы с телеканала The Disney Afternoon. Телеканал также показывал другие мультфильмы, большинство из которых были произведены DiC Entertaiment, которая на момент запуска канала принадлежала Disney. За год работы в эфире, множество программ с этого канала теперь идут в эфире канала Disney Channel по воскресеньям.
В 2000 годах Toon Disney запустил множество программ, которые расширили обширную коллекцию анимации Disney.
Закончил вещание 13 февраля 2009 года, заменяясь телеканалом Disney XD.

## Показанные программы

### Блоки программ
Toon Disney часто запускал группы программ в блоках;за всю историю вещания Toon Disney, эти блоки показывали как минимум два шоу от компании Disney.
- 12 Days Of Christmas  (1998—2008): запускали в эфир около рождества, состоял из программ на рождественскую тему.
- Screaming Meanies (1998—2003): показывали на Хеллоуин, шли серии фильмов и мультфильмов, связанные с Хеллоуином.
- Chillin' With The Villains (2000—2004): Двухчасовой марафон некоторых программ, идущих днем в воскресенье и сфокусированных на каком-либо злодее из этих серий.
- The Princess Power Hour (2000—2007): Одночасовой блок, включающий серии «Аладдина» и Русалочки. Блок заканчивал эфир только днем в выходные и был заменен The Great Toon Weekend Getaway.
- Toons In The House (2000—2002): Четырёхчасовой дневной блок, близкий по содержанию к The Disney Afternoon.
- Magical World Of Toons (2000—2003): Четырёхчасовой ночной блок, который показывали с воскресенья по четверг и состоявший из трех-часового марафона таких мультфильмов, как 101 далматинец , Чудеса на виражах, Тимон и Пумба, Toon Disney Doodles, Чокнутый, Гуфи и его команда, Кряк-Бряк, Чёрный плащ и Аладдин. Он был заменен The Power Pack в 2003.
- Double Feature Movie Show (2001—2004): Рекомендованные фильмы, которые запускались каждую пятницу и повторялись в субботу.
- Hangin' With The Heroes (2001—2004): Показывали по выходным, позже по будням, и включал мультсериал Аладдин, Гаргульи, и Удивительные странствия Геркулеса.
- @Toon (2001—2004): До самых первых перерывов на рекламу для многих программ, блок показывал некоторые зрительские запросы и рекорды с официального веб-сайта.
- The New For You Show! (2003—2004): Показывался ночью каждую пятницу и субботу и содержал новые серии Ллойд в космосе, Мышиный дом, The weekenders, Teamo Supremo, и Fillmore!.
- After Class Laughs And After Class Laugh Track (2004—2006): Двухчасовой блок «Самых смешных программ» на Toon Disney, такие как Лило и Стич, Американский дракон: Джейк Лонг, Disney's Recess, and Kim Possible. Он был заменен Mega Jam.
- Weekday Bonus Stacks And Superstar Bonus Stacks (2004—2006): Три двухчасовых марафона, состоящих из трех разных программ. Everyday there were three shows different from the previous day, though many of these programs were already airing in other time slots. В сентябре 2005 его переименовали в Superstar Bonus Stacks, который в это время вел 7 разных шоу на каждый час, но больше следовал обычной программе. Блоку вернули прошлое имя в октябре, перед заменой блоком Play it Again, Jam!
- The Big Movie Show (2004—2009): Ежедневный показ фильмов, которые обычно были анимированы Disney и редко сделанных другой компанией. Часто они были на тему недели, которая показывалась в этом фильме.